# Estación Castelli
Castelli es una estación ferroviaria ubicada en la localidad homónima, en el partido homónimo, Provincia de Buenos Aires, Argentina.

## Servicios
Es una estación intermedia del ramal entre la estación Constitución de la ciudad de Buenos Aires con la estación Mar del Plata. Los servicios de Trenes Argentinos Operaciones prestan parada en esta estación.
Sus vías e instalaciones están a cargo de la empresa estatal Trenes Argentinos Operaciones

## Ubicación
Está ubicada a 178 kilómetros de la estación Constitución.

## Toponimia
Su nombre homenajea a Juan José Castelli, patriota, jurisconsulto y miembro de la Primera Junta de Gobierno.